# 永康市第二中学
永康市第二中学是中国浙江省永康市的一所高级中学。

## 历史
永康市第二中学的前身是民国元年（公元1912年）9月创办的永康中学。1975年9月，永康中学拆分为永康市第一中学与永康市第二中学。2005年8月，永康二中高中部乔迁至永康城西西塔路新址。2005年12月31日，以永康二中的初中部重新建立永康中学。2012年，永康第二中学与永康中学，永康第一中学共同庆祝建校一百周年。

## 现状
永康二中现为浙江省二级重点中学，占地面积418亩，建筑面积58463平方米，有教学班54个，在校生共2671人，教师201人。校训为“承泽、拓新、致和”，校刊为《日月湾》。